# Johann Christian Crell

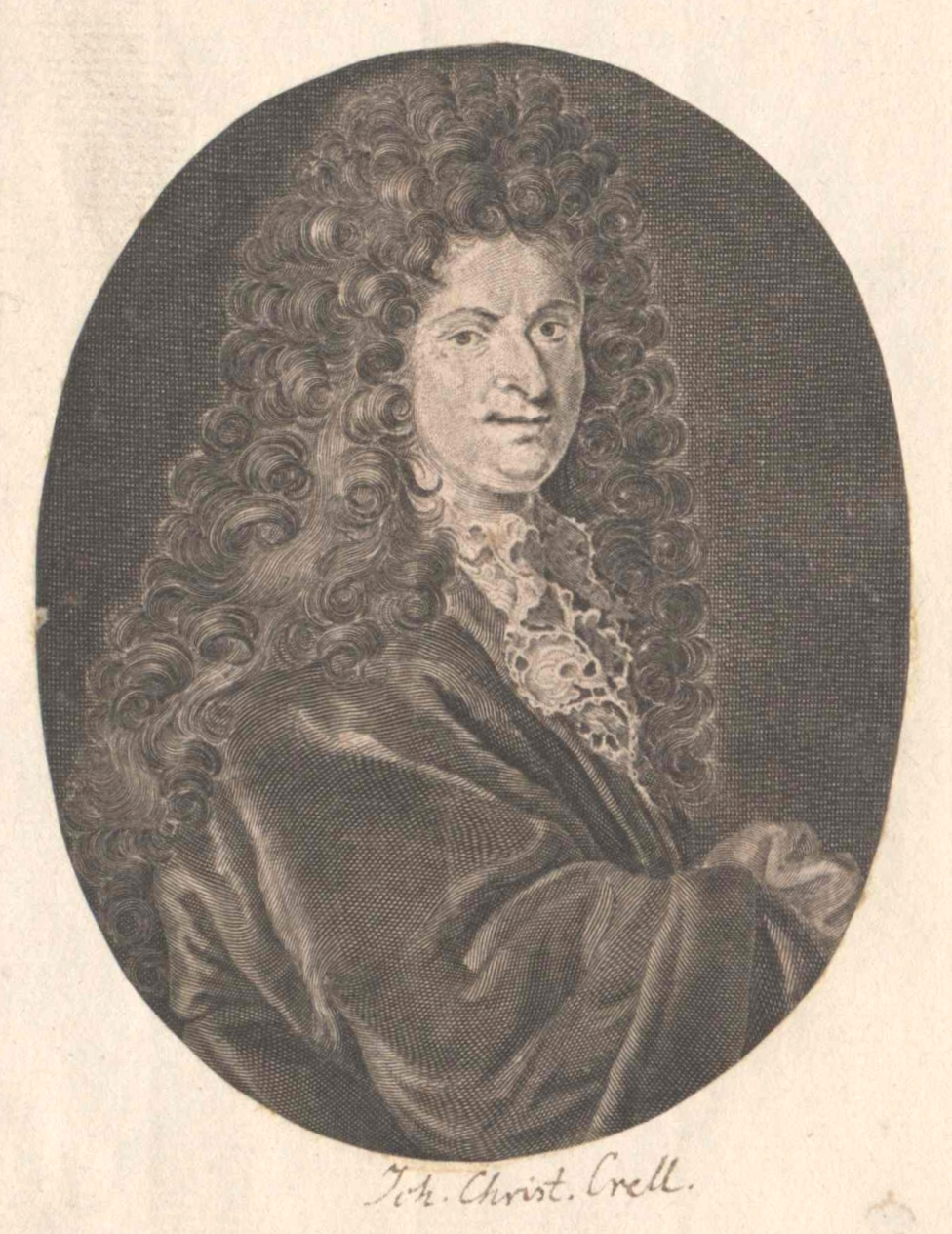
Johann Christian Crell

Johann Christian Crell (* 7. Juli 1690 in Dresden; † 5. September 1762 ebenda) war ein sächsischer Notar, Amts- und Ratsauktionator und -taxator sowie Buchhändler und Historiograf in Dresden. Als Hofchronist veröffentlichte er unter dem Pseudonym Iccander viele Dresdner Alltagsgeschehnisse.

## Leben
Nach dem Tod seiner Eltern im Jahr 1715 war der 25-jährige Crell der Letzte seiner Familie – ohne Erbschaft, mit Schulden, ohne Versorgung und jegliche Einnahmen. Crell wurde Schüler des kurfürstlich sächsischen Hofrats Paul Jacob Marperger, von dem er das Verfassen und Herausgeben von Zeitungen erlernte. So wurde er in Dresden einer der ersten Herausgeber von Zeitungen und Stadtführern. Im Jahr 1714 gab er beispielsweise das Diarium Dresdense als erste handgeschriebene periodische Zeitung mit Nachrichten über das Geschehen am Hof und über Unglücksfälle heraus. Außerdem war er der Herausgeber des Kurtzgefaßten sächsischen Kern-Chronicon (6 Teile, 1720–1726) mit den Remarquable(n) curieuse(n) Briefe(n). Ab 1725 war er auch als amtlich bestellter Auktionator und Proklamator tätig. Am 30. März 1730 richtete er an seinen König und Kurfürsten August den Starken ein Gesuch, ihm das Privileg für ein wöchentliches Anzeigenblatt, einen „Frage- und Antwort-Zettul“, zu geben. Im November und Dezember 1751 trat er als Versteigerer einer Reihe von Mineralien und anderer Sammlergegenstände auf.
Crell verstarb 1762 in Dresden und wurde auf dem dortigen Johanniskirchhof beigesetzt. Das Grab ist nicht erhalten.

## Werke
- Das Fast auf dem höchsten Gipffel der Vollkommenheit Prangende Dreßden, Oder ... Leipzig, vermutlich 1719 (Digitalisat).
- Die in Chursachsen jeztlebende Amtleute und Amtsverweser. Martini, Leipzig 1722.
- Jn gesamten Churfürstenthum Sachsen und incorporirten Landen Jtzt-lebenden Stadt-Magistrate. Martini, Leipzig 1722.
- Das Fast auf dem höchsten Gipffel der Vollkommenheit Prangende Dreßden, Oder Kurtze doch deutliche Beschreibung Derer In dieser Stadt berühmten Gebäude und Merckwürdigkeiten, Wie solche Anno 1719. Nach Vermögen observiret worden Leipzig 1719.
- Das gesamte itzt-lebende geistliche Ministerium im gantzen Churfürstenthum Sachsen und incorporirten Landen, auch Ober- und Nieder-Lausitz, oder Das blühende Andencken aller in Sachsen und Laußnitz ... lebenden Evangelisch-Lutherischen Prediger, wie solche im Jahre MDCCXXIII. in Städten und aufm Lande floriret... Vermutlich 1728.
- Das wegen seines Alterthums, Ruhms und lustigen angenehmen Gegend in gantz Europa bekannte königliche Meissen in Sachsen, oder: ICCanders kurtze Beschreibung derer bey dieser in gantz Europa bekannten berühmten Stadt befindlichen Gebäuden, Kirchen und Sehenswürdigkeiten, worbey insonderheit von dem uhralten Bissthum Meissen, so viel zu wissen nöthig, zulängliche Nachricht zu befinden. 1730.
- Im Jubel-Jahr 1730 florirende Wittenberg nach seinem jetztlebenden Academischen- Regierungs- Militair- Kirchen- und Policey-Etaat. Schlomach, Wittenberg 1730.
- Kurtzes Verzeichniß aller evangelisch-lutherischen Prediger ... in der königlichen und kurfürstlich-sächsischen Residenz Dreßden. 1730.
- Jccanders Sächsische Cronik. 1732.
- Vollständiger Catalogus über eine so schöne als Zahlreiche Ertz-Stuffen-Collection, Bestehende in aus- und inländischen gediegenen Gold- und Silberstuffen, Glaß-Roth- und Weißgülden, auch andern reichhaltigen Ertzten Kupfer-Zinn- und Bley-Stuffen, Eisensteinen, Glaß-Köpffen, mancherley Sorten Zinnober, Kobald Wißmuth, Kieß, Antimonial- und andere Ertzten, nebst einigen geschliffenen sowohl als ungeschliffenen Steinen, Marmor, Petrefactis, Drusen, gekünstelten Dingen und anderer Mliscellaneis. Krausische Schriften, Dresden 1751.